# Balee (Simpang Mamplam)
Balee is een bestuurslaag in het regentschap Bireuen van de provincie Atjeh, Indonesië. Balee telt 744 inwoners (volkstelling 2010).